# Lloseta
Lloseta es una localidad y municipio español de la comarca del Raiguer, en Mallorca, comunidad autónoma de las Islas Baleares. Está formado por dos núcleos de población, Lloseta y Ayamans, este último ha sido incorporado por el primero. Limita con los términos de Alaró, Mancor del Valle, Selva, Inca y Binisalem.  
Situado en la vertiente sur de la Sierra de Tramontana la mitad norte del municipio es montañoso y la mitad sur es terreno llano.

## Toponimia
El topónimo de Lloseta es de origen incierto, aunque hay diferentes teorías. Una explica se apoya en el término del latín laus (alabanza) y el griego eta (castillo). Otra teoría apunta a la palabra mozárabe llosada, en castellano losa (una piedra grande y plana).
El núcleo de Ayamans, se especula que podría tener su origen etimológico en Diana Manes, un hipotético templo romano dedicado a la diosa Diana. 

## Simbología
El escudo de Lloseta es una criatura mitológica, un grifo. En heráldica los grifos son unas criaturas con cuerpo de un león y la cabeza y alas de un águila. Representan la nobleza, la vigilancia, la virtud, la fuerza y la justicia.

## Historia
Gran cantidad de restos prehistóricos se conservan cerca del pueblo Lloseta y es similar a otros muchos municipios de la isla, en las épocas pretalayóticas y talayóticas. Hay cinco yacimientos, cuatro cuevas de enterramiento y un recinto fortificado.
En la división de Mallorca realizada previa a la conquista del rey Jaime I, estos terrenos fueron adjudicados al magnate Guillem de Montcada, vizconde de Bearn. A la muerte de este, la mujer entregó las posesiones a Arnau Togores, con la obligación de mantener en cada una de las fincas y tierras dos caballeros armados para su defensa.
En 1634 el rey Felipe III para compensar ayudas de los señores de Togores a la Corona, los nombró barones de Lloseta y condes de Ayamans, con derecho de administrar la justicia civil y criminal a todo el término de Ayamans (en aquel momento, este núcleo urbano era más importante que Lloseta) disponiendo de la vida y la muerte de sus ciudadanos.  
Debido a la cercanía del antiguo núcleo de Lloseta al palacio condal, éste experimentó un gran crecimiento, habiendo casi integrado completamente al antiguo núcleo principal del municipio, Ayamans. 
En 1842 la villa de LLoseta se separa municipalmente de Binisalem.
En 1875 se inaugura la línea de ferrocarril Palma-lnca con parada en Lloseta el tren. 
Durante mediados del siglo XX, en Lloseta se instalará una pequeña industria minera y posteriormente a la industria del calzado. En 1930, los pozos de Lloseta y de toda la comarca producían el 85 % del carbón de la isla, destinado a la generación de electricidad. Loseta tuvo en explotación tres minas durante más de 100 años, Sa Truyola, Santo Tomás y Can Ramis abiertos hasta 1973.
En 1966, la industria más importante, además de la turística y la agricultura, será la fábrica de cemento, denominada Portland Mallorca y desde 1992, propiedad de la multinacional Cemex. La fábrica de cemento también ha motivado quejas por ser una industria contaminante con elevada generación de polución. En octubre de 2018, la multinacional presenta un proyecto de cierre de la fábrica y se inicia un proyecto de generación de hidrógeno a través de energías renovables. .

## Demografía
Lloseta cuenta con una población de 6456 habitantes (INE 2024).
| Gráfica de evolución demográfica de Lloseta entre 1842 y 2021                                                         |
| |
| Población de derecho según los censos de población del INE. Población de hecho según los censos de población del INE. |

Durante los años finales de la dictadura de Franco, se inicia la industria del turismo en España que necesita nueva mano de obra y Lloseta tiene una alta población de origen peninsular. También hubo una emigración anterior (años 50 y 60) que vino principalmente destinada a trabajar en las minas de lignito del municipio. 
A principios del siglo XXI, una de las principales comunidades extranjeras en Lloseta es la de origen musulmán, gran parte procedente de Marruecos. Cuentan en la actualidad con un local habilitado como mezquita. 
Según los datos del padrón municipal de agosto de 2008, el municipio contaba con 6013 habitantes, 952 son extranjeros, el 16 % de la población. De estos extranjeros, el 47 % eran de origen marroquí y el 20 % de origen europeo. En el padrón de 2016 según el INE la población desciende a 5710 habitantes, consecuencia posiblemente de la crisis económica española entre el 2008 y 2014. Sin embargo podemos observar una subida en 2021 cuando se cuantifica una población de 6250 personas (INE).

## Transportes
Lloseta está conectado por autovía a la Ma-13 y por carreteras con Inca, Alaró, Biniamar y Binisalem. 
Cuenta con parada de tren de la línea de Servicios Ferroviarios de Mallorca del tramo Palma - Inca.

## Economía

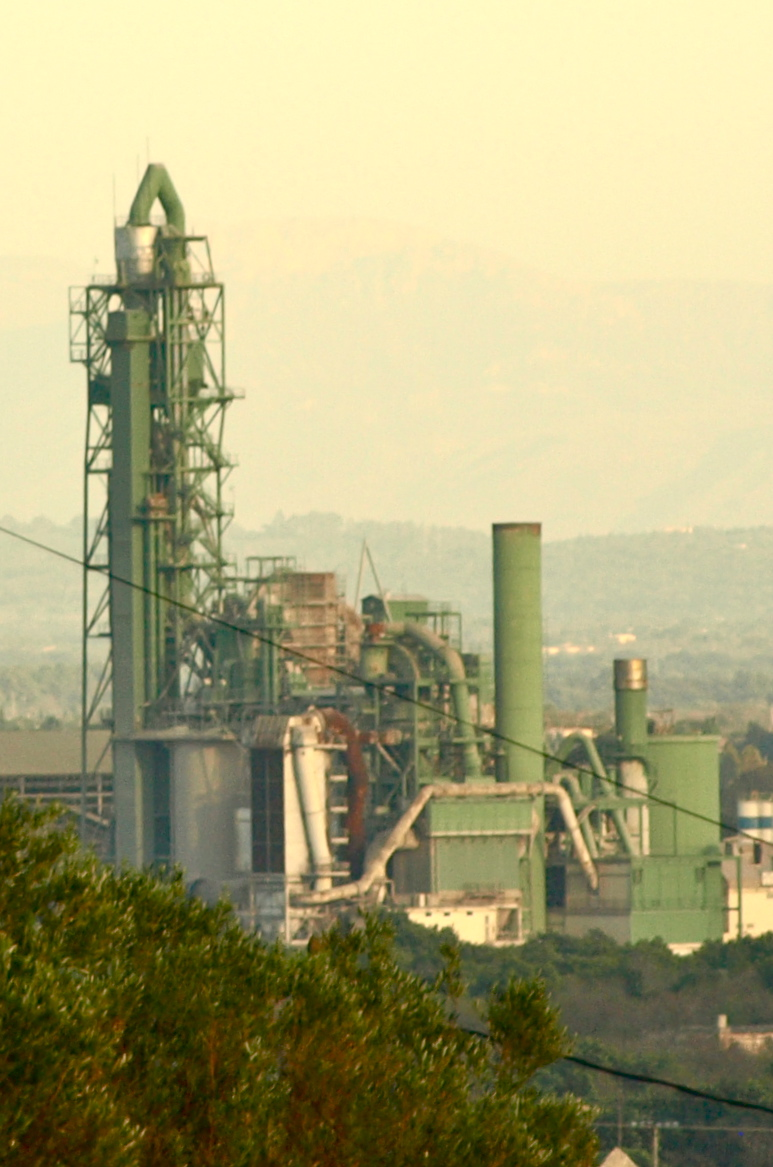
Fábrica de cemento de Lloseta (2009)

La industria del calzado , predominante décadas atrás se ha ido reduciendo quedando en la actualidad sólo una fracción de las fábricas existentes anteriormente. 

Su ubicación en las faldas de la [sierra de Tramontana] y su buena conexión han impulsado la llegada del turismo y cuenta con numerosos establecimientos comerciales y hosteleros, pequeños hoteles y alojamientos turísticos privados, representando el sector servicios el 55% de la actividad del pueblo. Sin embargo destaca el peso del sector industrial, el cual sigue siendo muy relevante principalmente por las empresas de construcción, mármoles, talleres y la fábrica de cemento que da cientos de trabajos directos al pueblo y alrededores. El pueblo cuenta con un polígono industrial donde se ubica gran parte del sector.

Actualmente la fabrica de cemento se encuentra en proyecto de cierre/reducción de producción y se está construyendo una planta de producción de hidrógeno renovable en los mismos terrenos.

En el pasado la minería del carbón tuvo un papel importante, habiéndose extinguido por completo hoy en día. Alguna antigua mina es actualmente un centro cultural de exposiciones.

## Monumentos

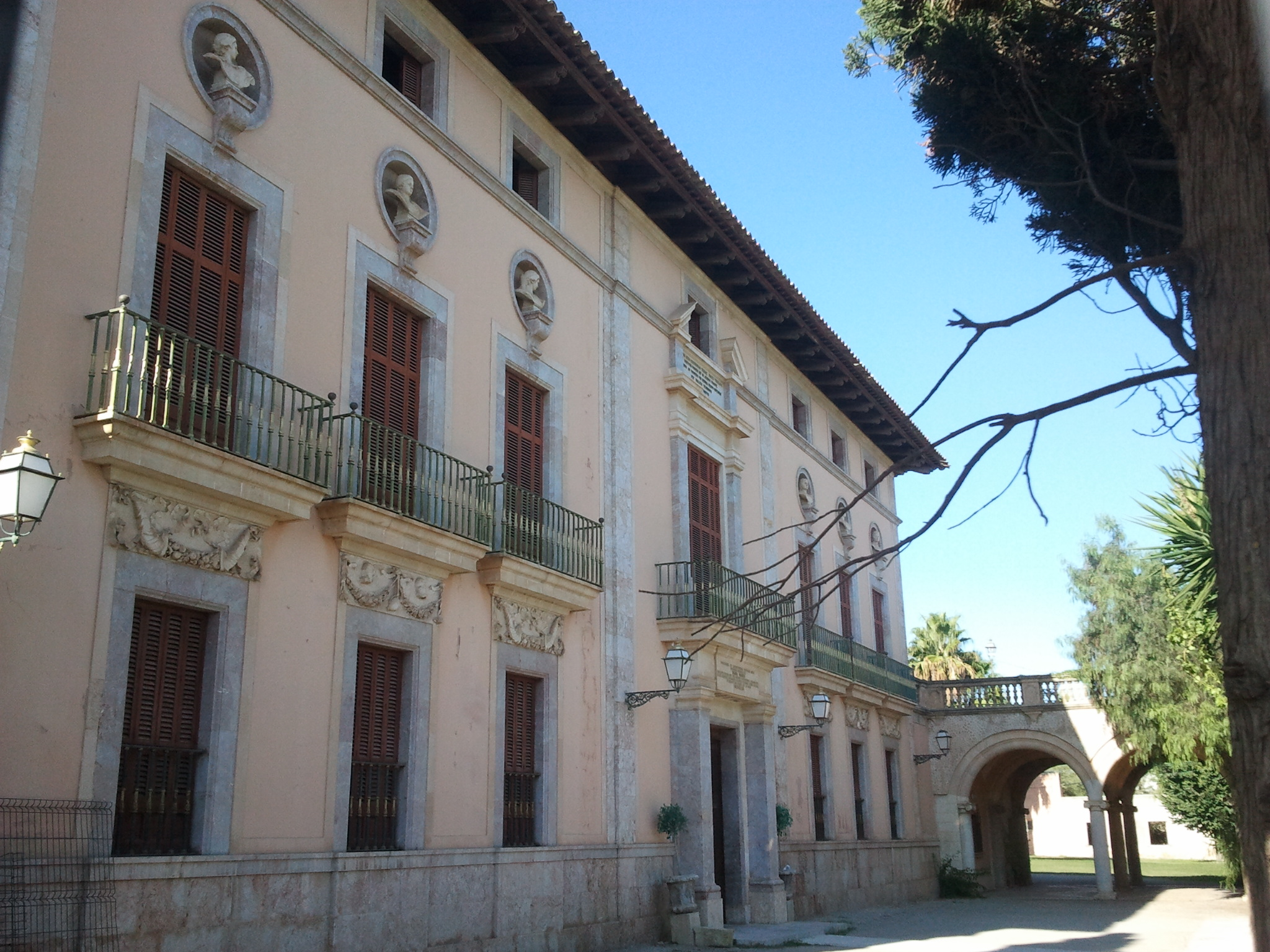
Palacio y jardines de Ayamans en Lloseta (2013)

### Palacio de Ayamans
El Palacio de Ayamans (en catalán Palau d’Aiamans) tiene una extensión de 15 200 m² aproximadamente y está rodeado por unos grandes jardines. En octubre de 1988 fue declarado Bien de Interés Cultural. En 2018 se publicó el cambio de categoría de protección, que pasa a ser la de Bien Catalogado. Actualmente el palacio se utiliza en actos culturales. 
Durante mucho tiempo fue el antiguo casal para la nobleza de los condes de Aiamans y varones de Lloseta. Con los siglos sufrió sucesivas reformas y actualmente no se conserva nada del edificio primitivo anterior a la última reforma de finales del siglo XIX.
Durante el siglo XX, el último propietario conde de Ayamans, Maria Gual y de Togores le cede la propiedad a la cada vez más poderosa familia de Juan March. El nuevo propietario, March, realiza una reforma interior en 1940 y posteriormente una reconstrucción de la fachada y los actuales jardines con la dirección del arquitecto mallorquín Gabriel Alomar. En 1975 los herederos de Juan March vendieron la propiedad a la sociedad anónima Lloseta SA. 
Entre la Iglesia y el Palacio de Ayamans existe un hotel, en lo que antiguamente eran las dependencias de los criados de los condes de Ayamans.

### EstatuaVirgen del Cocó
La estatua o figura de la Virgen del Cocó es la actual patrona del pueblo y se trata de una talla de madera policromada, posiblemente de los siglos XI al XII, la más antigua de Mallorca. Según la leyenda popular un pastor la encontró a los pies del peñasco sobre el cual está edificado la iglesia. La figura podría haber sido escondida por los cristianos durante la dominación musulmana de las islas a fin de protegerla de la profanación religiosa o su destrucción. La estatua sería llevada a la iglesia de Robines (antiguo nombre del pueblo de Binisalem) y volvió al lugar donde había sido hallada porque quería permanecer en Lloseta. Posiblemente, la pieza fue traída o tallada por los nuevos colonos cristianos muchos de ellos llegados desde Cataluña después la conquista de Mallorca en el siglo XIV.

## Fiestas y ferias

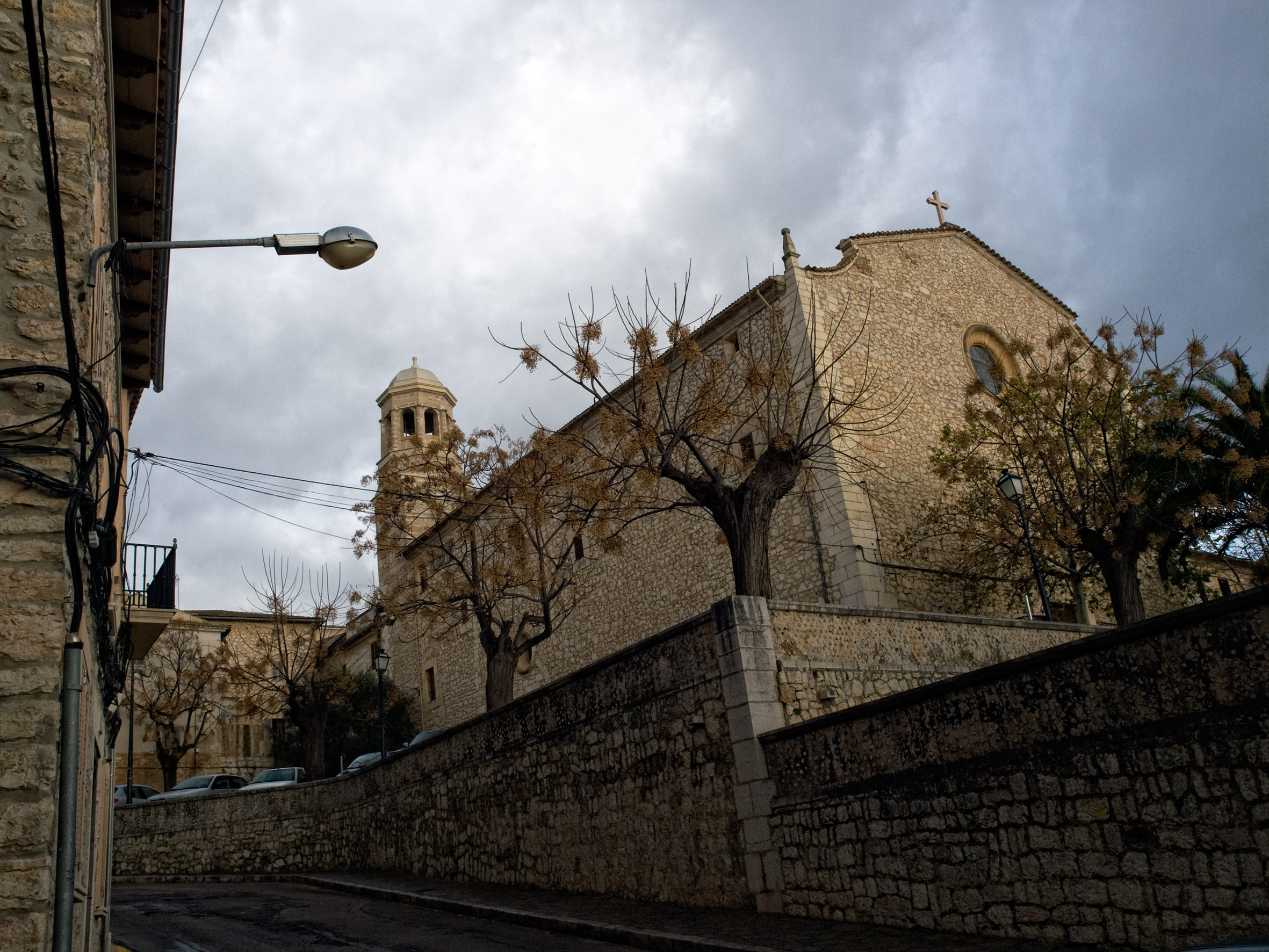
Iglesia de la Virgen de Lloseta (2010)

En Lloseta hay dos fiestas católicas propias:
- La Mare de Déu de Lloseta (Madre de Dios de Lloseta), patrona del municipio, cada 8 de septiembre. El acto central se realiza por la mañana en la iglesia. Se realizan otras actividades deportivas y culturales durante la semana previa.
- Celebración del Cocó, el primer miércoles después de Pascua. Esta celebración es la continuación de la antigua tradición en la que los llosetines veneraban a la Mare de Déu en el templo construido en la antigua posesión de Son Ramón y las personas ricas daban pan a las pobres (pancaritat). Ese día las autoridades políticas y eclesiásticas inician la fiesta con un paseo desde el templo hasta el oratorio, donde tiene lugar la celebración eclesiástica. A lo largo del día, en la avenida del Cocó se concentran feriantes y se realizan actividades culturales como el tradicional Ball de bot. 
Lloseta tiene una feria o mercado semanal cada sábado en la avenida del Cocó. A finales de la primavera también se realiza una feria sobre el calzado.
Además la primera semana de junio se realiza la feria del zapato y artesanía "fira de sa sabata i artesania" con puestos comerciales, artesanos y gastronómicos así como exposiciones acerca de la industria del zapato en varias calles del pueblo y en el Palacio y jardines de Ayamans.